# Pra Brilhar
Pra Brilhar (também conhecido como Kelly Key) é o quinto álbum de estúdio da cantora brasileira Kelly Key, lançado originalmente em 20 de setembro de 2008 pelo selo da gravadora Som Livre. O álbum alcançou a décima primeira posição, vendendo em torno de quarenta mil cópias, retirando os singles "Tô Fora", "O Tempo Vai Passar" e "Indecisão", uma versão em português e remixada da canção "Sometimes", de Britney Spears, além do single promocional "Tô Fora", presente na trilha sonora da novela Malhação.

## Produção e tema
Diferente de seu álbum anterior Por que Não? (2006), onde as canções exploraram a sonoridade entre o R&B, o dance pop, o novo trabalho de Kelly Key trouxe uma sonoridade jovem modernizada, explorando mais as guitarras e bateria e deixando mais ofuscado a mixagem das faixas, trazendo um aspecto pop rock[carece de fontes?]. O álbum foi inspirado na sonoridade aderida pela cantora Wanessa Camargo em seu álbum Total.
O álbum explora diversos temas como o amor inocente, como na faixa Indecisão e Você Pra Mim, a diversão entre jovens, nas faixas Quero Sair e Mexe, a relação iniciada nas festas, nas faixas Pega de Jeito e Parou Pra Nós Dois, além do feminismo, tema sempre utilizado por Kelly Key em seus álbuns, como nas faixas Tô Fora e A Fila Anda.
| “ | Sinto um ‘frio na barriga’ quando ouço Tô Fora na televisão. Me entreguei de corpo e alma nesse CD. E fiz questão de mostrar exatamente como eu sou, até nas fotos. Sério mesmo. Até pedi para não usarem Photoshop. | ” |

"A Fila Anda" é uma versão em português da canção "Touch My Body", de Tim Hawes; A faixa "Indecisão" é uma versão de "Sometimes", da cantora Britney Spears; "Parou Pra Nós Dois" é uma versão da original "Strictly Physical", da girlband alemã Monrose; já "Você Pra Mim", foi gravada originalmente por Fernanda Abreu em 1990.

## Lançamento e recepção
| Críticas profissionais | Críticas profissionais |
| Avaliações da crítica  | Avaliações da crítica  |
| Fonte                  | Avaliação              |
| ---------------------- | ---------------------- |
| UOL Music              | 4 de 5 estrelas.       |
| Terra Musica           | 3 de 5 estrelas.       |
| Abril Music            | 2 de 5 estrelas.       |
| Folha de S.Paulo       | 3 de 5 estrelas.       |
| O Estado de S. Paulo   | 3 de 5 estrelas.       |

O álbum recebeu críticas positivas. A UOL declarou que a canção "Tô Fora" era "o novo hit do verão 2008" e acrescentou que Kelly Key trazia uma sonoridade diferente, mais amadurecida. O site Cast declarou que o novo álbum de Kelly Key mostrava uma fase mais amadurecida da cantora e acrescentou dizendo que o disco estava tendo grande aceitação dos fãs e do público. A 93 FM declarou que o álbum era "todo lindo". O site Ego, da Rede Globo, acrescentou que a cantora teria motivos para festejar o novo trabalho. Já o site POPLine, da MTV, classificou a canção "Parou Pra Nós Dois" como uma das 7 Músicas Para te Fazer Gemer, na sexta posição, classificando a canção como tentadora e melhor que sua versão original, do grupo Monrose. No entanto, a Folha de S.Paulo classificou alguns dos arranjos do disco como bregas.
O álbum, lançado originalmente em 20 de setembro de 2008 e relançado para download digital em 20 de abril de 2009 contendo como bonus a faixa Indecisão (Mister Jam Remix), mixagem da canção já contida no álbum em sua versão normal, vendeu em torno de 40 mil cópias, sendo o segundo álbum da cantora a não alcançar uma classificação de vendagem pela Associação Brasileira de Produtores de Discos, a ABPD.

## Singles
- "Tô Fora", primeiro single, lançado em 20 de agosto de 2008, presente no álbum de trilha sonora da temporada 2008 do seriado Malhação, alcançando a posição quarenta e oito no Hot 100 Brasil.
- "O Tempo Vai Passar", segundo single, lançado em 15 de setembro de 2008. A canção, uma balada, segue a mesma linha do primeiro single lançado no álbum anterior, Você é o Cara, explorando a sonoridade entre o pop com violões aguçados em destaque na canção, alcançando a posição sessenta e um no Hot 100 Brasil e vinte no Hit Parade Brasil.
- "Indecisão", terceiro single, lançado em 4 de março de 2009. A canção é uma versão adaptada em português e remixada do single da cantora Britney Spears, Sometimes. A canção alcançou a posição noventa e dois na Billboard Brasil e trinta e sete na Billboard Brasil Pop.

## Lista de faixas
| N.º | Título                                   | Compositor(es)                                                                | Duração |  |
| 1.  | "Parou Pra Nós Dois"                     | Christian Ballard Tim Hawes Pete Kirtley Obi Mhondera Andrew Murray Kelly Key | 3:39    |  |
| 2.  | "Mexe" (com a participação de Jojo Vibe) | Kelly Key Daddy Kall Paulinho Bessa Rodney Santos Jojo Vibe                   | 3:29    |  |
| 3.  | "Larguei"                                | Matheus Santos                                                                | 2:24    |  |
| 4.  | "O Tempo Vai Passar"                     | Zé Henrique Sérgio Knust Dani Mônaco Marcelão                                 | 3:23    |  |
| 5.  | "Tô Fora"                                | William Razzy                                                                 | 2:39    |  |
| 6.  | "Indecisão"                              | Jörgen Elofson Fábio Almeida Laura Almeida                                    | 3:43    |  |
| 7.  | "Pega de Jeito"                          | Kelly Key Mister Jam Léo Bary                                                 | 3:09    |  |
| 8.  | "A Fila Anda"                            | Tim Hawes Pete Kirtley Obi Mhondera Kelly Key                                 | 3:31    |  |
| 9.  | "Quero Sair"                             | Kelly Key Paulinho Bessa Rodney Santos Jojo Vibe                              | 3:43    |  |
| 10. | "Demais"                                 | Kelly Key Rubinho de Paula J. Junior Carlinhos Conceição                      | 3:24    |  |
| 11. | "Você Pra Mim"                           | Fernanda Abreu                                                                | 3:30    |  |

| Edição bônus |                                                                         |                   |         |  |
| N.º          | Título                                                                  | Compositor(es)    | Duração |  |
| 12.          | "Você é o Cara"                                                         | Kelly Key Andinho | 2:50    |  |
| 13.          | "Super Poderosa" (Funk Mix Dennis DJ) (com a participação de Dennis DJ) | Matheus Santos    | 3:45    |  |
| 14.          | "Quando a Noite Cai"                                                    | Kelly Key Andinho | 3:31    |  |

| Relançamento   |                                |                                            |         |  |
| N.º            | Título                         | Compositor(es)                             | Duração |  |
| 15.            | "Indecisão (Mister Jam Remix)" | Jörgen Elofson Fábio Almeida Laura Almeida | 3:35    |  |
| Duração total: | Duração total:                 | Duração total:                             | 63:11   |  |

## Posições
| Paradas (2008)            | Posições |
| ------------------------- | -------- |
| Brasil - ABPD             | 11       |
| Brasil - Top 30 CDs Sales | 18       |

| País / Certificadora | Certificação | Vendas |
| -------------------- | ------------ | ------ |
| Brasil ABPD          | -            | 40.000 |

## Histórico de lançamento
| País   | Data                   | Formato | Gravadora |
| ------ | ---------------------- | ------- | --------- |
| Brasil | 20 de setembro de 2008 | CD      | Som Livre |